# かもめの城
『かもめの城』（かもめのしろ、英語: Rapture、フランス語: La fleur de l'âge）は、フランス＝アメリカ合衆国合作による1965年の映画で、ジョン・ギラーミンが監督し、メルヴィン・ダグラス、パトリシア・ゴッジ、ディーン・ストックウェルが主演した。

## あらすじ
孤独な十代の少女アグネスと、その父親は、フランスのブルターニュにある彼らの農場へやってきたジョセフという脱獄囚と仲良くなる。しかし、ジョセフがアグネスの気を引き始めると、父親は交友を解消しようとする。

## キャスト
※括弧内は日本語吹替（テレビ版・放送日1973年5月14日 東京12ch 他）
- フレデリック・ラーボー：メルヴィン・ダグラス（藤本譲）
- アグネス・ラーボー：パトリシア・ゴッジ（山本嘉子）
- ジョセフ：ディーン・ストックウェル（徳山寛）
- カレン：グンネル・リンドブロム（英語版）

## 評価
『タイム』 誌は、「愛と孤独が拮抗する半陰影劇 (penumbral play of love against loneliness)」と評し、「イングランド人監督ジョン・ギラーミンの芸術的技量がいかんなく発揮され」、「15歳のフランス娘パトリシア・ゴッジの評価を確立した」と述べた。